# Ctenophorus modestus
Ctenophorus modestus — вид ігуаноподібних ящірок родини агамових (Agamidae). Ендемік Австралії.

## Поширення і екологія
Ctenophorus badius є ендеміками острова Кенгуру в Південній Австралії. Вони живуть в скелястих місцевостях.